# سیسکو هیوستون

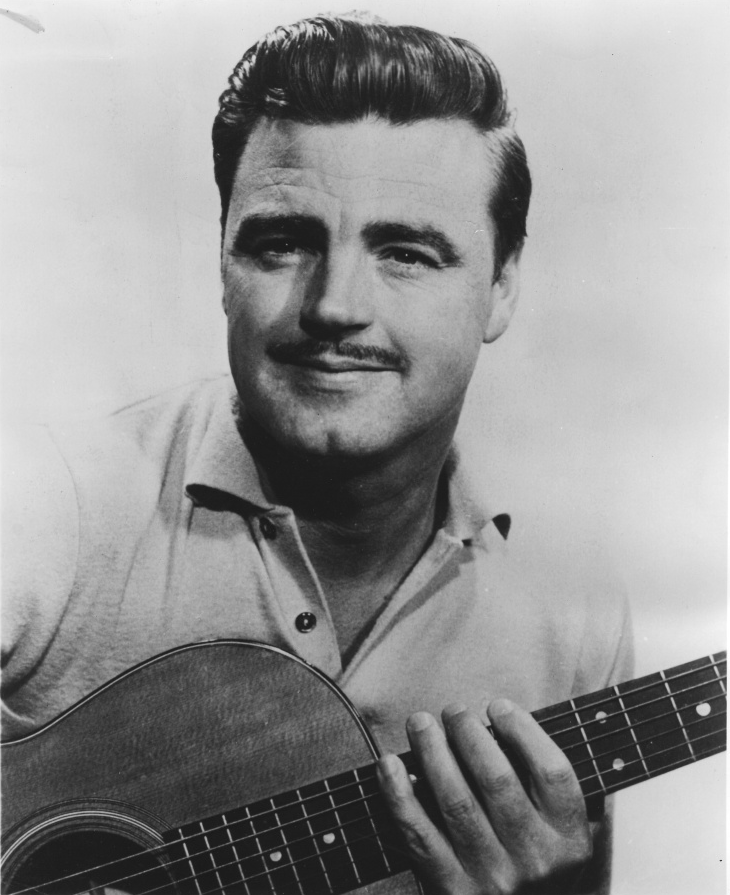
سیسکو هیوستن

سیسکو هیوستون (انگلیسی: Cisco Houston؛ ۱۸ اوت ۱۹۱۸ – ۲۹ آوریل ۱۹۶۱) یک موسیقی‌دان اهل ایالات متحده آمریکا بود.